# Promesas de arena
Promesas de arena és una sèrie de televisió espanyola produïda per RTVE i Atlantia Mitjana. Basada en la novel·la homònima de Laura Garzón, és protagonitzada per Andrea Duro, Daniel Grao, Francesco Arca i Blanca Portillo. La seva estrena en obert va tenir lloc l'11 de novembre de 2019.

## Argument
Carregada d'il·lusions i de bons propòsits, però també buscant el seu lloc en el món, Lucía (Andrea Duro) viatja a les profunditats de Líbia com a cooperant de l'ONG Acció Global en un hospital.
Fascinada per un univers tan exòtic com perillós, i envoltada per Jaime (Marcel Borràs), Berta (Thaïs Blume) i Diego (Jairo Sánchez), els seus companys d'aventura, la jove descobrirà els dos pols humans que allí es manegen: qui ho donen tot, com la infermera Fathia (Somaya Taoufiki) i el doctor Hamid (Khaled Kouka); i qui treuen partit de tot, com Hayzam (Francesco Arca), un personatge ambigu que no es compromet amb ningú i que, amb el seu inquietant magnetisme, la subjugarà perdudament, portant-la fins als límits de la passió.
Allí també coneixerà a Andy (Daniel Grao), el cap del campament, un home honest i superat per la seva responsabilitat que s'enamorarà d'ella; i a Julia (Blanca Portillo), una dura veterana encarregada dels subministraments amb una missió oculta.

## Repartiment

### Principal
- Andrea Duro – Lucía
- Daniel Grao – Andy
- Francesco Arca com Hayzam Rinaldi

amb la col·laboració especial de
- Blanca Portillo – Julia (Episodi 1 - Episodi 3; Episodi 6)

### Secundari
- Thaïs Blume – Berta (Episodi 1 - Episodi 4)
- Marcel Borràs – Jaime (Episodi 1 - Episodi 4)
- Jairo Sánchez – Diego (Episodi 1 - Episodi 4)
- Ayoub El Hilali – Youseff
- Khaled Kouka – Doctor Hamid † (Episodi 1 - Episodi 5)
- Somaya Taoufiki – Fathia † (Episodi 1 - Episodi 5)
- Abdelatif Hwidar – Basir † (Episodi 1 - Episodi 2)
- Aymen Mabrouk – Mehed
- Kaabil Sekali – Karim † (Episodi 1 - Episodi 4)
- Adil Koukouh – Bahac (Episodi 1 - Episodi 3)
- Mohamed M. Gharsalli – Abu Malef
- Farah Choura – Amina

## Capítols
| Núm. | Títol                           | Direcció         | Guió                                                                          | Data d'emissió original |                   |
| ---- | ------------------------------- | ---------------- | ----------------------------------------------------------------------------- | ----------------------- | ----------------- |
| 1    | «El código de las dunas»        | Joaquín Llamas   | Argumanto: Ignasi Rubio y Laura Garzón Guión: Ignasi Rubio                    | 11 de novembre de 2019  | 1 585 000 (10,5%) |
| 2    | «La ruta del halcón»            | Joaquín Llamas   | Argumento: Ignasi Rubio y Laura Garzón Guión: Ignasi Rubio y Guadalupe Rilova | 18 de novembre de 2019  | 1 471 000 (9,5%)  |
| 3    | «Oasis de vida y muerte»        | Manuel Estudillo | Argumento: Ignasi Rubio y Laura Garzón Guión: Ignasi Rubio y Guadalupe Rilova | 25 de novembre de 2019  | 1 438 000 (9,9%)  |
| 4    | «La soledad del viento»         | Manuel Estudillo | Argumento: Ignasi Rubio y Laura Garzón Guión: Ignasi Rubio                    | 2 de desembre de 2019   | 1 402 000 (9,5%)  |
| 5    | «Amar sin haber amado»          | Joaquín Llamas   | Argumento: Ignasi Rubio y Laura Garzón Guión: Ignasi Rubio y Guadalupe Rilova | 9 de desembre de 2019   | 1 474 000 (10,1%) |
| 6    | «La última piedra del desierto» | Joaquín Llamas   | Argumento: Ignasi Rubio y Laura Garzón Guión: Ignasi Rubio                    | 16 de desembre de 2019  | 1 416 000 (9,4%)  |

### Titanes sin fronteras
| Programes emesos | Programes emesos | Programes emesos | Programes emesos | Programes emesos |
| N.º              | Data d’emissió   | Destí            | Audiència        |                  |
| ---------------- | ---------------- | ---------------- | ---------------- | ---------------- |
| 1                | 11/11/2019       | Sierra Leona     | 509 000 (5,4%)   |                  |
| 2                | 18/11/2019       | Líban            | 463 000 (4,9%)   |                  |
| 3                | 25/11/2019       | Colòmbia         | 393 000 (4,2%)   |                  |
| 4                | 02/12/2019       | Tanzània         | 546 000 (5,9%)   |                  |
| 5                | 09/12/2019       | Bangladesh       | 512 000 (5,4%)   |                  |
| 6                | 16/12/2019       | Equador          | 435 000 (4,5%)   |                  |